# Raghubir Singh Bal
Raghubir Singh Bal (né le 20 janvier 1953) est un athlète indien, spécialiste du lancer du marteau.

## Biographie
Il remporte la médaille d'or du lancer du marteau lors des championnats d'Asie 1985, à Djakarta après avoir décroché quatre médailles de bronze de 1975 à 1983. 

### Palmarès
| Date | Compétition         | Lieu     | Résultat | Épreuve           | Performance |
| ---- | ------------------- | -------- | -------- | ----------------- | ----------- |
| 1975 | Championnats d'Asie | Séoul    | 3e       | Lancer du marteau | 58,80 m     |
| 1979 | Championnats d'Asie | Tokyo    | 3e       | Lancer du marteau | 61,52 m     |
| 1981 | Championnats d'Asie | Tokyo    | 3e       | Lancer du disque  | 50,04 m     |
| 1983 | Championnats d'Asie | Koweït   | 3e       | Lancer du marteau | 60,52 m     |
| 1985 | Championnats d'Asie | Djakarta | 1er      | Lancer du marteau | 64,34 m     |

### Records
| Épreuve           | Performance | Lieu     | Date           |
| ----------------- | ----------- | -------- | -------------- |
| Lancer du marteau | 60,92 m     | Canberra | 5 octobre 1985 |